# Agabus disintegratus
Agabus disintegratus là một loài bọ cánh cứng trong họ Bọ nước. Loài này được Crotch miêu tả khoa học năm 1873.

## Hình ảnh

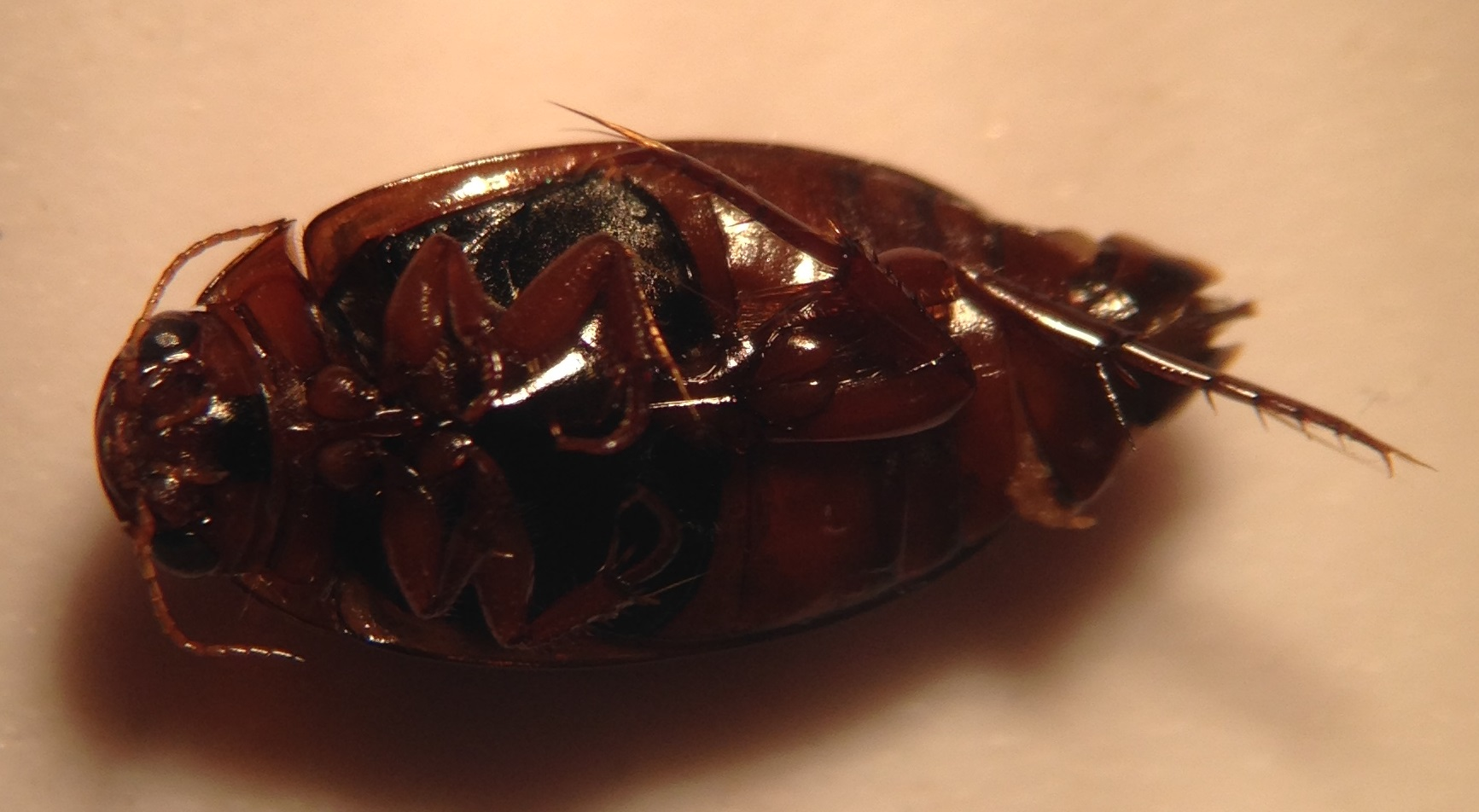